# Ternstroemia gitingensis
Ternstroemia gitingensis är en tvåhjärtbladig växtart som beskrevs av Adolph Daniel Edward Elmer. Ternstroemia gitingensis ingår i släktet Ternstroemia och familjen Pentaphylacaceae. Inga underarter finns listade i Catalogue of Life.